# Maurice Dambois
Maurice Felix Joseph Dambois (Luik, 30 maart 1889 – Luik, 12 november 1969) was een Belgisch cellist.
Hij was zoon van muziekdocent (professeur de musique) Joseph Hubert Dambois en Marie Henriette Laura Gillard.
Hij studeerde van 1899 tot 1905 aan het Conservatorium van Luik. Al op twaalfjarig leeftijd speelde hij in het casino-orkest van Spa. Hij speelde van solostukken tot aan orkestwerken, hij maakte even deel uit van het strijktrio rondom Eugène Ysaÿe. Hij maakte concertreizen door Duitsland, Engeland, Frankrijk, Nederland en Portugal. Ondertussen gaf hij ook al les aan genoemd conservatorium en werd er in 1912 "professeur cello". In de Eerste Wereldoorlog week hij uit naar Engeland en maakte een goed ontvangen concertreis door de Verenigde Staten. Eenmaal terug in België ging hij lesgeven aan het Koninklijk Conservatorium Brussel. Onder zijn leerlingen bevonden zich Victor Legley en Edmond Baert. Tijdens zijn lessen promootte hij onder meer cellowerken van Belgische componisten zoals Servais, Ernest Demunck en Jules Deswert. In 1925 was hij solist in het celloconcert van Joseph Haydn tijdens de Promsserie.
Ysaÿe droeg zijn Sonate voor cello solo (opus 28) aan hem op, Joseph Jongen deed hetzelfde met zijn Sonate voor viool en cello (mede-opgedragen aan Alfred Dubois).
Van zijn hand verscheen een aantal composities, meest in het genre kamermuziek en liederen, maar ook een vioolconcert.
- Gemeinsame Normdatei: 131846582
- International Standard Name Identifier: 0000 0000 4943 0600
- Library of Congress Control Number: nr98031857
- MusicBrainz: eccc10f0-8b45-40ff-80f4-d0c791e69b86
- Virtual International Authority File: 52832824
- WorldCat: E39PBJtmyt6ydG8bfCm386v4MP